# Ameritech Cup
Ameritech Cup (відомий також як Virginia Slims of Chicago та Avon Championships of Chicago) — колишній тенісний турнір
WTA туру, що проводився з 1971 по 1997 у Чикаго, Ілінойс, США. Спонсорами турніру були Virginia Slims з 1971 по 1978, і знову з 1983 по 1994, Avon з 1979 по 1982 та Ameritech з 1995 по 1997. Турнір мав статус III категорії в 1988—1989 роках, першої категорії в 1990-му та II категорії до 1997. Він проходив на кортах з килимовим покриттям.
Найуспішніше в турнірі виступала Мартіна Навратілова — 12 перемог в одиночному та 7 в парному розряді. Серед чемпіонок також інші колишні перші ракетки світу: Кріс Еверт (1977), Моніка Селеш (1993) та Ліндсі Девенпорт (1997).

## Фінали

### Одиночний розряд
| Рік  | Чемпіонка            | Фіналістка              | Рахунок            |
| ---- | -------------------- | ----------------------- | ------------------ |
| 1971 | Франсуаз Дюрр        | Біллі Джин Кінг         | 6–4, 6–2           |
| 1972 | Не проводився        | Не проводився           | Не проводився      |
| 1973 | Маргарет Корт        | Біллі Джин Кінг         | 6–2, 4–6, 6–4      |
| 1974 | Вірджинія Вейд       | Розмарі Касалс          | 2–6, 6–4, 6–4      |
| 1975 | Маргарет Корт        | Мартіна Навратілова     | 6–3, 3–6, 6–2      |
| 1976 | Івонн Гулагонг Коулі | Вірджинія Вейд          | 3–6, 6–3, 6–2      |
| 1977 | Кріс Еверт           | Маргарет Корт           | 6–1, 6–3           |
| 1978 | Мартіна Навратілова  | Івонн Гулагонг Коулі    | 6–7(4–5), 6–2, 6–2 |
| 1979 | Мартіна Навратілова  | Трейсі Остін            | 6–3, 6–4           |
| 1980 | Мартіна Навратілова  | Кріс Еверт-Ллойд        | 6–4, 6–4           |
| 1981 | Мартіна Навратілова  | Гана Мандлікова         | 6–4, 6–2           |
| 1982 | Мартіна Навратілова  | Венді Тернбулл          | 6–4, 6–1           |
| 1983 | Мартіна Навратілова  | Андрея Єгер             | 6–3, 6–2           |
| 1984 | Пем Шрайвер          | Барбара Поттер          | 7–6, 2–6, 6–3      |
| 1985 | Бонні Гадусек        | Кеті Ріналді            | 6–1, 6–3           |
| 1986 | Мартіна Навратілова  | Гана Мандлікова         | 7–5, 7–5           |
| 1987 | Мартіна Навратілова  | Наташа Зверєва          | 6–1, 6–2           |
| 1988 | Мартіна Навратілова  | Кріс Еверт              | 6–2, 6–2           |
| 1989 | Зіна Гаррісон        | Лариса Савченко         | 6–3, 2–6, 6–4      |
| 1990 | Мартіна Навратілова  | Мануела Малеєва-Франьєр | 6–3, 6–2           |
| 1991 | Мартіна Навратілова  | Зіна Гаррісон-Джексон   | 6–1, 6–2           |
| 1992 | Мартіна Навратілова  | Яна Новотна             | 7–6, 4–6, 7–5      |
| 1993 | Моніка Селеш         | Мартіна Навратілова     | 3–6, 6–2, 6–1      |
| 1994 | Наташа Зверєва       | Чанда Рубін             | 6–3, 7–5           |
| 1995 | Магдалена Малеєва    | Ліза Реймонд            | 7–5, 7–6           |
| 1996 | Яна Новотна          | Дженніфер Капріаті      | 6–4, 3–6, 6–1      |
| 1997 | Ліндсі Девенпорт     | Наталі Тозья            | 6–0, 7–5           |

### Парний розряд
| Рік  | Чемпціонки                            | Фіналістки                               | Рахунок            |
| ---- | ------------------------------------- | ---------------------------------------- | ------------------ |
| 1971 | Джуді Далтон Франсуаз Дюрр            | Розмарі Касалс Біллі Джин Кінг           | 6–4, 7–6           |
| 1972 | Не проводився                         | Не проводився                            | Не проводився      |
| 1973 | Розмарі Касалс Біллі Джин Кінг        | Карен Кранцке Бетті Стеве                | 6–4, 6–2           |
| 1974 | Кріс Еверт Біллі Джин Кінг            | Франсуаз Дюрр Бетті Стеве                | 3–6, 6–4, 6–4      |
| 1975 | Кріс Еверт Мартіна Навратілова        | Маргарет Корт Ольга Морозова             | 6–2, 7–6           |
| 1976 | Ольга Морозова Вірджинія Вейд         | Івонн Гулагонг Коулі Мартіна Навратілова | 6–7(4–5), 6–4, 6–4 |
| 1977 | Розмарі Касалс Кріс Еверт             | Маргарет Корт Бетті Стеве                | 6–3, 6–4           |
| 1978 | Бетті Стеве Івонн Гулагонг Коулі      | Розмарі Касалс Джоанн Расселл            | 6–1, 6–4           |
| 1979 | Розмарі Касалс Бетті Енн Грабб Стюарт | Іліана Клосс Грір Стівенс                | 3–6, 7–5, 7–5      |
| 1980 | Біллі Джин Кінг Мартіна Навратілова   | Сільвія Ганіка Кейті Джордан             | 6–3, 6–4           |
| 1981 | Мартіна Навратілова Пем Шрайвер       | Барбара Поттер Шерон Волш                | 6–3, 6–1           |
| 1982 | Мартіна Навратілова Пем Шрайвер       | Розмарі Касалс Венді Тернбулл            | 7–5, 6–4           |
| 1983 | Мартіна Навратілова Пем Шрайвер       | Кейті Джордан Енн Сміт                   | 6–1, 6–2           |
| 1984 | Біллі Джин Кінг Шерон Волш            | Барбара Поттер Пем Шрайвер               | 5–7, 6–3, 6–3      |
| 1985 | Кейті Джордан Елізабет Смайлі         | Еліз Бергін Джоанн Расселл               | 6–2, 6–2           |
| 1986 | Клаудія Коде-Кільш Гелена Сукова      | Штеффі Граф Габріела Сабатіні            | 6–7, 7–6, 6–3      |
| 1987 | Клаудія Коде-Кільш Гелена Сукова      | Зіна Гаррісон Лорі Макнейл               | 6–4, 6–3           |
| 1988 | Лорі Макнейл Бетсі Нагельсен          | Лариса Савченко Наташа Зверєва           | 6–4, 3–6, 6–4      |
| 1989 | Лариса Савченко Наташа Зверєва        | Яна Новотна Гелена Сукова                | 6–3, 2–6, 6–3      |
| 1990 | Мартіна Навратілова Енн Сміт          | Аранча Санчес Вікаріо Наталі Тозья       | 6–7, 6–4, 6–3      |
| 1991 | Джиджі Фернандес Яна Новотна          | Мартіна Навратілова Пем Шрайвер          | 6–2, 6–4           |
| 1992 | Мартіна Навратілова Пем Шрайвер       | Катріна Адамс Зіна Гаррісон-Джексон      | 6–4, 7–6           |
| 1993 | Катріна Адамс Зіна Гаррісон-Джексон   | Емі Фрейзієр Кімберлі По                 | 7–6(9–7), 6–3      |
| 1994 | Джиджі Фернандес Наташа Зверєва       | Манон Боллеграф Мартіна Навратілова      | 6–3, 3–6, 6–4      |
| 1995 | Габріела Сабатіні Бренда Шульц        | Меріенн Вердел Тамі Вітлінгер-Джонс      | 5–7, 7–6, 6–4      |
| 1996 | Ліза Реймонд Ренне Стаббс             | Анджела Леттьєр Міяґі Нана               | 6–1, 6–1           |
| 1997 | Александра Фусаї Наталі Тозья         | Ліндсі Девенпорт Моніка Селеш            | 6–3, 6–2           |